# 馬什菲爾德鎮區 (明尼蘇達州林肯縣)
馬什菲爾德鎮區（英語：Marshfield Township）是位於美國明尼蘇達州林肯縣的一個行政鎮區，得名自兩位早期定居者查爾斯·馬什（Charles Marsh）和艾拉·菲爾德（Ira Field）。

## 地方資料
馬什菲爾德鎮區的面積為93.12平方千米，當中陸地面積為90.10平方千米，而水域面積為3.01平方千米。根據2020年美國人口普查的數據，當地共有人口256人，而人口密度為每平方千米2.75人。